# 18 août
Pour les articles homonymes, voir Dix-Huit-Août.
18 juillet 18 septembre
Chronologies thématiques
- Croisades
- Ferroviaires
- Sports
- Disney
- Anarchisme
- Catholicisme

Abréviations / Voir aussi
- (° 1852) = né en 1852
- († 1885) = mort en 1885
- a.s. = calendrier julien
- n.s. = calendrier grégorien
- Calendrier
- Calendrier perpétuel
- Liste de calendriers
- Naissances du jour

Le 18 août ou 18 aout est le 230e jour de l’année du calendrier grégorien, -231e lorsqu'elle est bissextile-, il en reste ensuite 135.
C’était généralement le 1er fructidor du calendrier républicain ou révolutionnaire français, officiellement dénommé jour de la prune.

## Événements

### IXesiècle
- 856 : le chef viking Hasting met la ville d’Orléans à sac.Les jeunes époux Henri III de Navarre (futur Henri IV) et Marguerite de France le 15 août 1572

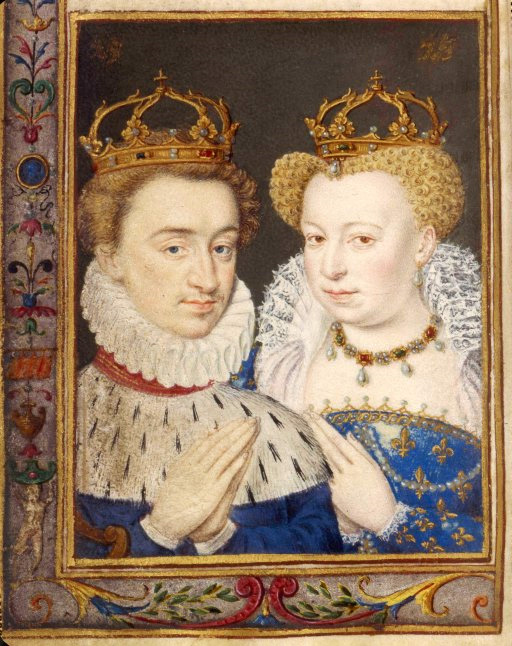
Les jeunes époux Henri III de Navarre (futur Henri IV) et Marguerite de France le 15 août 1572

### XIVesiècle
- 1304 : bataille de Mons-en-Pévèle, victoire des troupes de Philippe le Bel sur les troupes flamandes.

### XVIesiècle
- 1516 : concordat de Bologne.
- 1572 : mariage de Henri III, roi de Navarre, futur Henri IV de France, avec Marguerite de France (la reine Margot de Valois), réunissant à Paris protestants et catholiques.

### XVIIesiècle
- 1690 : bataille de Staffarda (guerre de la Ligue d’Augsbourg), victoire des Français, commandés par Catinat, sur les troupes de Victor-Amédée II et du prince Eugène.

### XVIIIesiècle
- 1789 : début de la révolution liégeoise.
- 1792 : dissolution des congrégations religieuses en France.
- 1796 : traité de San Ildefonso, entre la France et l’Espagne.

### XIXesiècle

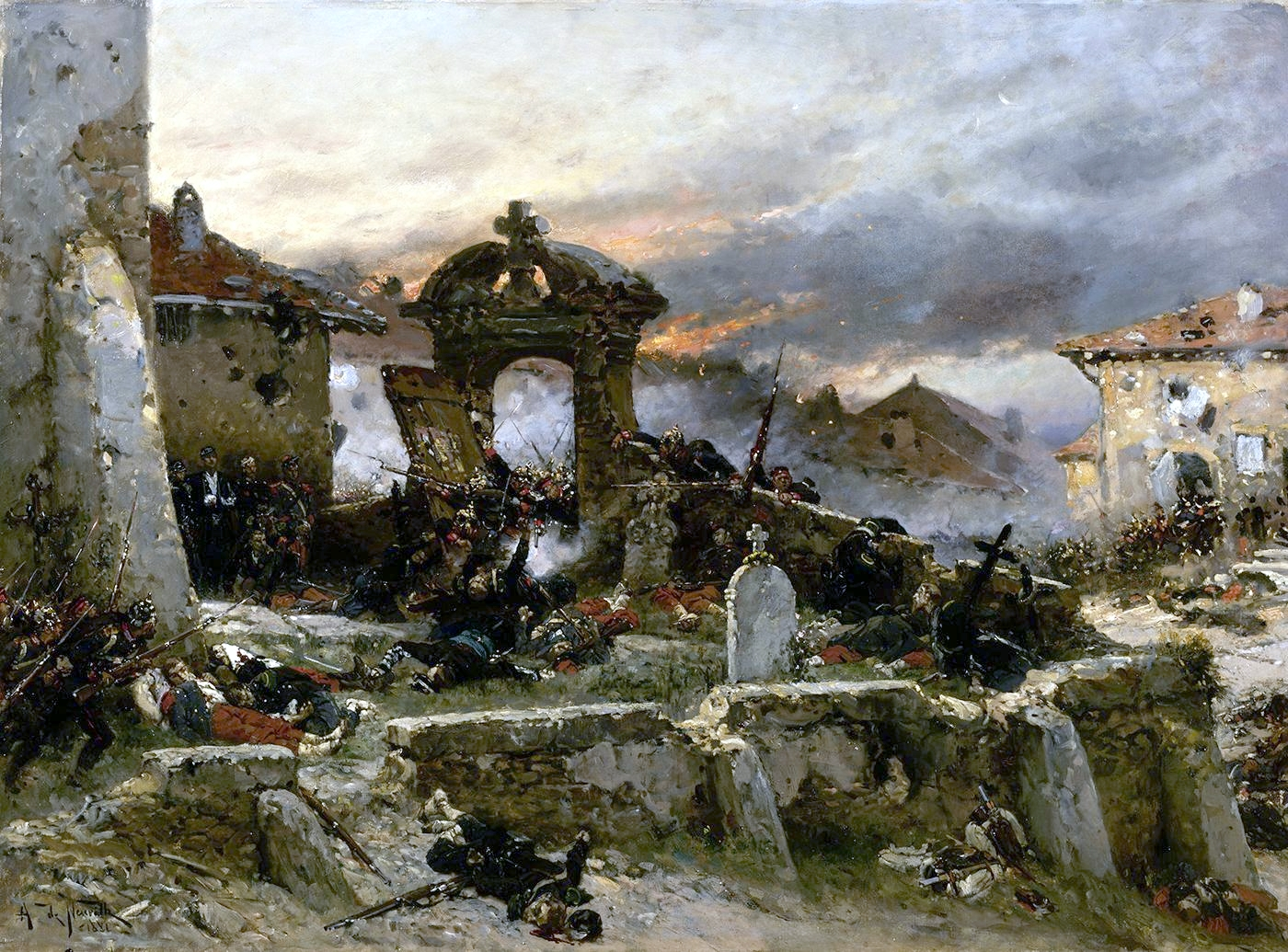
Bataille de Saint-Privat de 1870 par Alphonse de Neuville (1881)

- 1870 : bataille de Saint-Privat (guerre franco-allemande de 1870).
- 1880 : dissolution de la troisième section de la Chancellerie impériale par le tsar Alexandre II, remplacée par le département de police du ministère de l’Intérieur.

### XXesiècle
- 1920 : XIXe amendement de la Constitution, accordant le droit de vote aux femmes aux États-Unis.
- 1941 : La destruction par les forces soviétiques de la centrale hydroélectrique du Dniepr déclenche une inondation tuant de 20 000 à 100 000 civils et militaires soviétiques qui n'avaient pas été avertis de l'action, et environ 1 500 militaires allemands[2].
- 1944 : 
  - libération du camp de Drancy.
  - bombardement américain sur Namur[3].
- 1945 : Soekarno devient président de la République d’Indonésie.
- 1969 : Naufrage de La Fraidieu, bateau de promenade sur le Léman, tuant 24 personnes dont 14 enfants d’une colonie de vacances.
- 1976 : incident du peuplier, assassinat de 2 soldats américains par l’armée populaire de Corée, dans la Joint Security Area.

### XXIesiècle

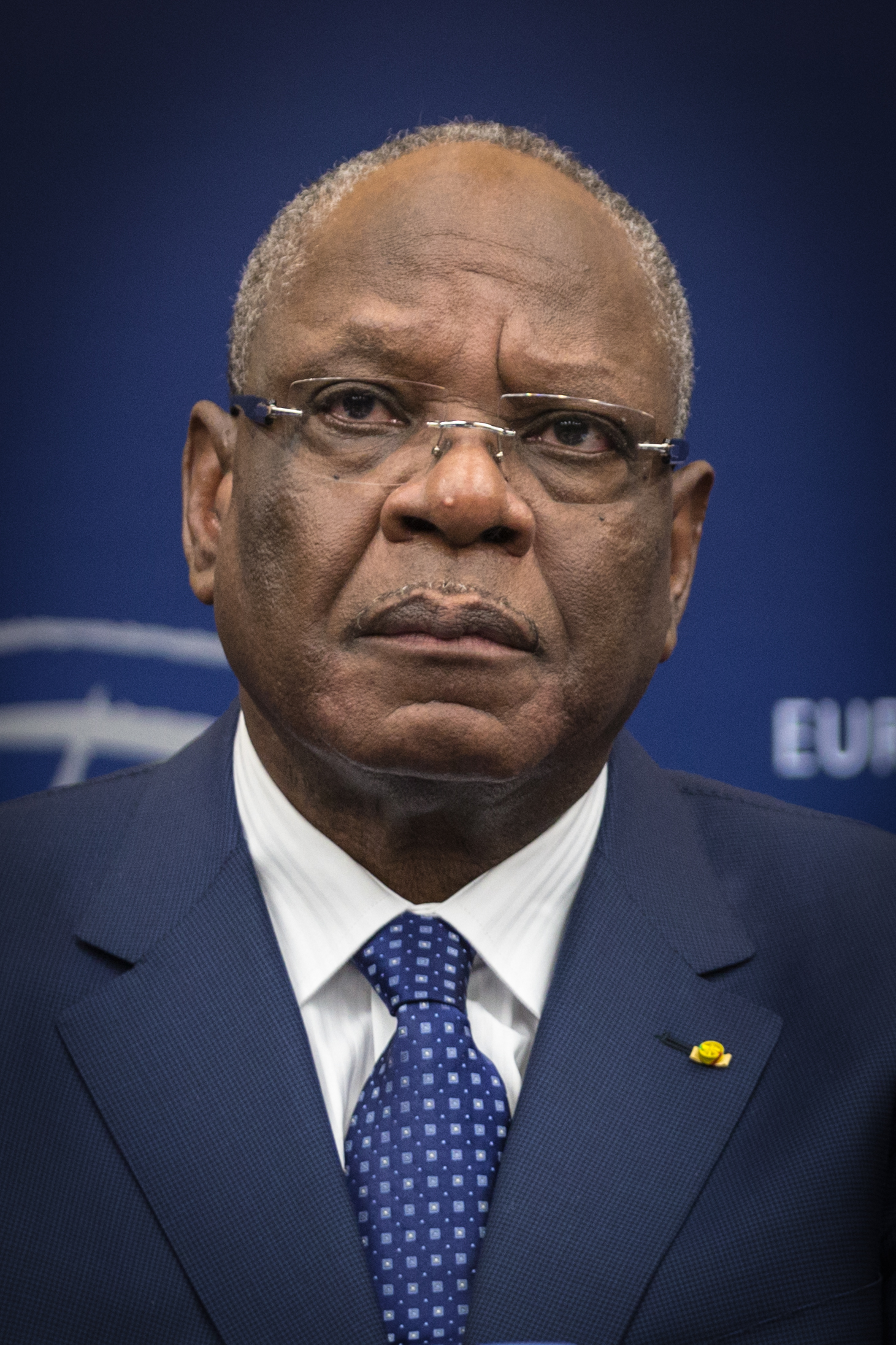
Le président malien élu puis renversé Ibrahim Boubacar Keïta en 2013

- 2008 : embuscade d’Uzbin (guerre d’Afghanistan), opposant les troupes de la F.I.A.S. aux talibans.
- 2017 : en Espagne, un attentat à la voiture-bélier cause la mort de 14 personnes et en blesse une centaine d'autres, sur la Rambla de Barcelone en Catalogne (voir la veille, le 17 août).
- 2020 : au Mali, un coup d'État renverse le président Ibrahim Boubacar Keïta[4].

## Naissances

### XVesiècle
- 1450 : Marko Marulić, poète et humaniste croate († 5 janvier 1524).Lord Russell né en 1792

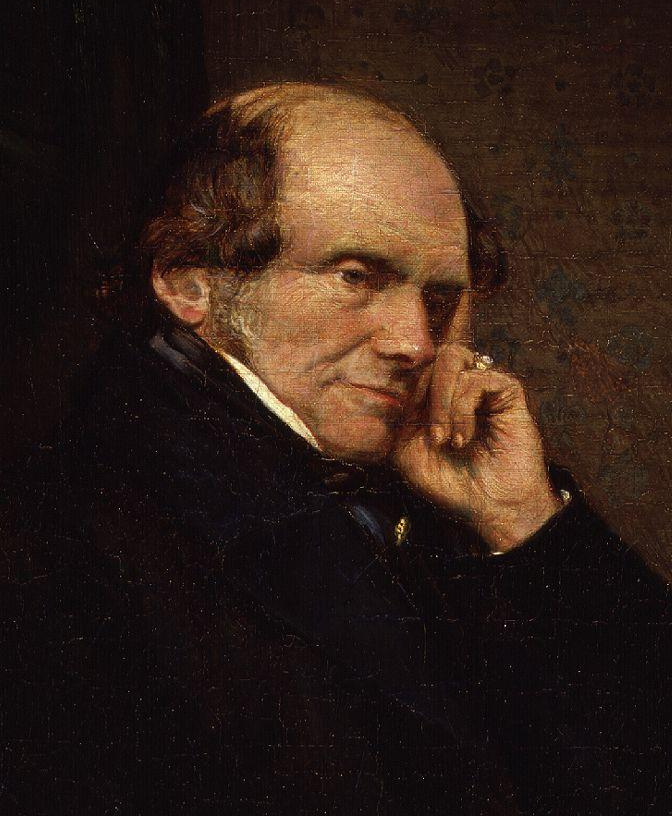
Lord Russell né en 1792

### XVIesiècle
- 1587 : Virginia Dare, premier sujet du Royaume d’Angleterre à naître en Amérique († inconnue).

### XVIIesiècle
- 1692 : Louis IV Henri de Bourbon-Condé, prince de Condé († 27 janvier 1740).

### XVIIIesiècle
- 1748 : Pierre Sonnerat, naturaliste et explorateur français († 31 mars 1814).
- 1750 : Antonio Salieri, compositeur italien († 7 mai 1825).
- 1782 : Marcellin Marbot, militaire français († 16 novembre 1854).
- 1792 : John Russell, homme politique britannique, premier ministre de 1846 à 1852 puis de 1865 à 1866 († 28 mai 1878).

### XIXesiècle
- 1809 : William Craven, homme politique britannique († 25 août 1866).L'empereur d’Autriche François-Joseph Ier né en 1830 ici en 1865

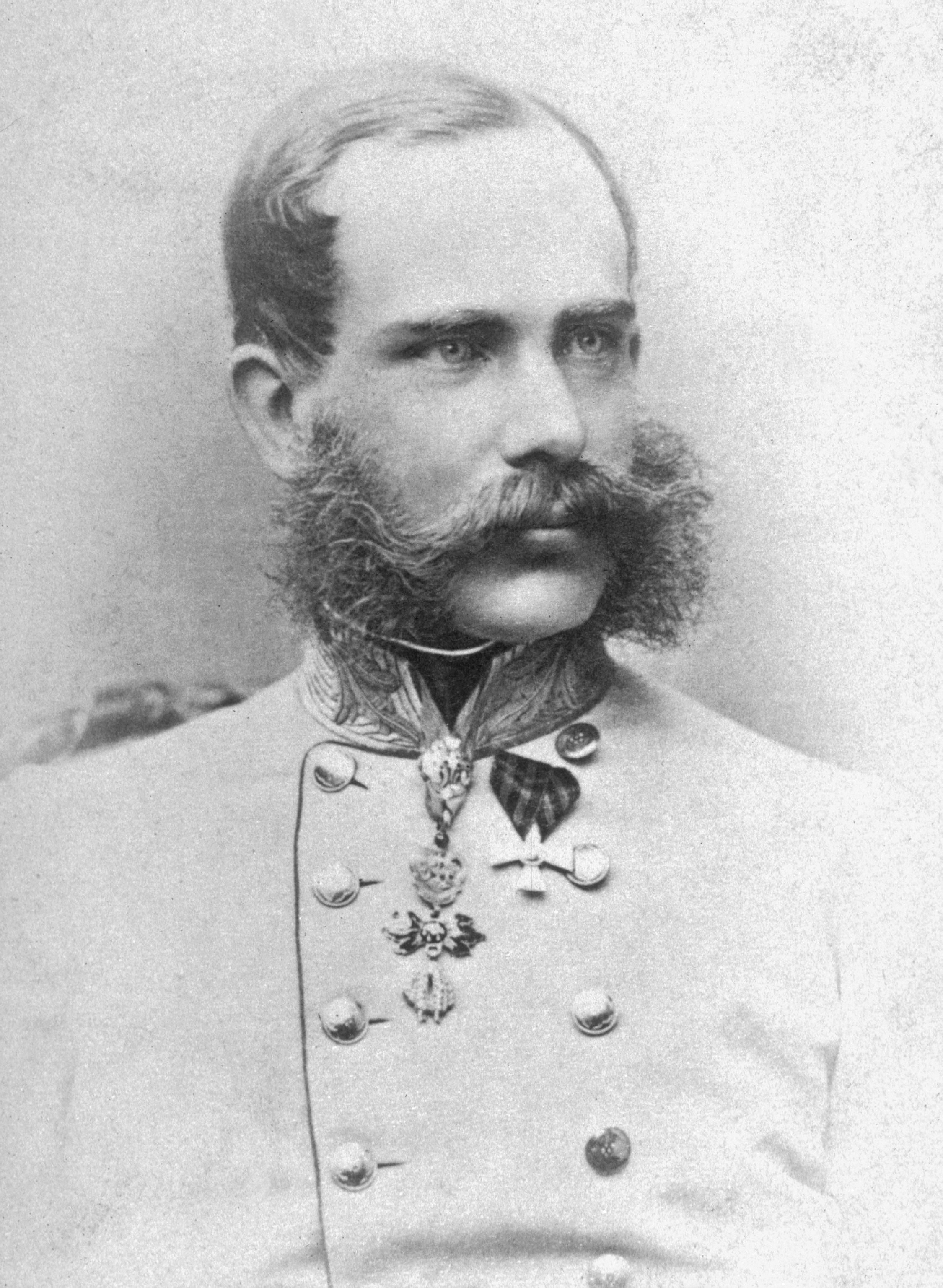
L'empereur d’Autriche François-Joseph Ier né en 1830 ici en 1865

- 1824 : André Léo, romancière, journaliste et militante féministe française († 20 mai 1900).
- 1830 : François-Joseph Ier, empereur d’Autriche et roi de Hongrie, de 1848 à 1916, et roi de Lombardie-Vénétie, de 1848 à 1866 († 21 novembre 1916).
- 1847 : « El Gallo » (Fernando Gómez García dit), matador espagnol († 2 août 1897).
- 1849 : Benjamin Godard, violoniste et compositeur français († 10 janvier 1895).
- 1859 : Anna Ancher, peintre danoise associée au groupe des Peintres de Skagen († 15 avril 1935).
- 1870 : Lavr Kornilov, (Лавр Георгиевич Корнилов), militaire russe († 13 avril 1918).
- 1879 : Edgar Longuet, médecin généraliste, militant socialiste puis communiste, petit-fils de Karl Marx († 12 décembre 1950).
- 1887 : Georges Sabbagh, peintre français d'origine égyptienne († 9 décembre 1951).
- 1888 : Maurice Fongueuse, peintre français (1888-1963)
- 1892 : Harold Foster, auteur de bandes dessinée canado-américain († 25 juillet 1982).
- 1895 : Julijans Vaivods, prélat letton († 23 mai 1990).
- 1896 : 
  - Victor Barbeau, écrivain, journaliste et enseignant québécois († 19 juillet 1994).
  - Jack Pickford, acteur américain d’origine canadienne († 3 janvier 1933).

### XXesiècle
- 1901 :
  - Lucienne Boyer, chanteuse française († 6 décembre 1983).
  - Arne Borg, nageur suédois, quintuple médaillé olympique, champion olympique sur 1 500 mètres († 6 novembre 1987).
  - Jean Guitton, philosophe et écrivain français académicien († 21 mars 1999).
- 1904 : Jean Dasté, comédien français († 15 octobre 1994).
- 1906 :
  - Marcel Carné, cinéaste français († 31 octobre 1996).
  - Arthur Leblanc, violoniste et compositeur canadien († 19 mars 1985).
- 1908 : Edgar Faure, homme politique français, président du Conseil des ministres en 1952 puis de 1955 à 1956 († 30 mars 1988).
- 1909 : Gérard Filion, journaliste et administrateur québécois, directeur du quotidien Le Devoir de 1947 à 1963 et directeur général de la Société générale de financement de 1963 à 1966 († 26 mars 2005).
- 1913 : Jimmy Preston, chanteur américain († 17 décembre 1984).
- 1917 : Caspar Weinberger, homme politique américain, secrétaire à la Santé, à l’Éducation et aux Services sociaux de 1973 à 1975 et secrétaire de la Défense de 1981 à 1987 († 28 mars 2006).

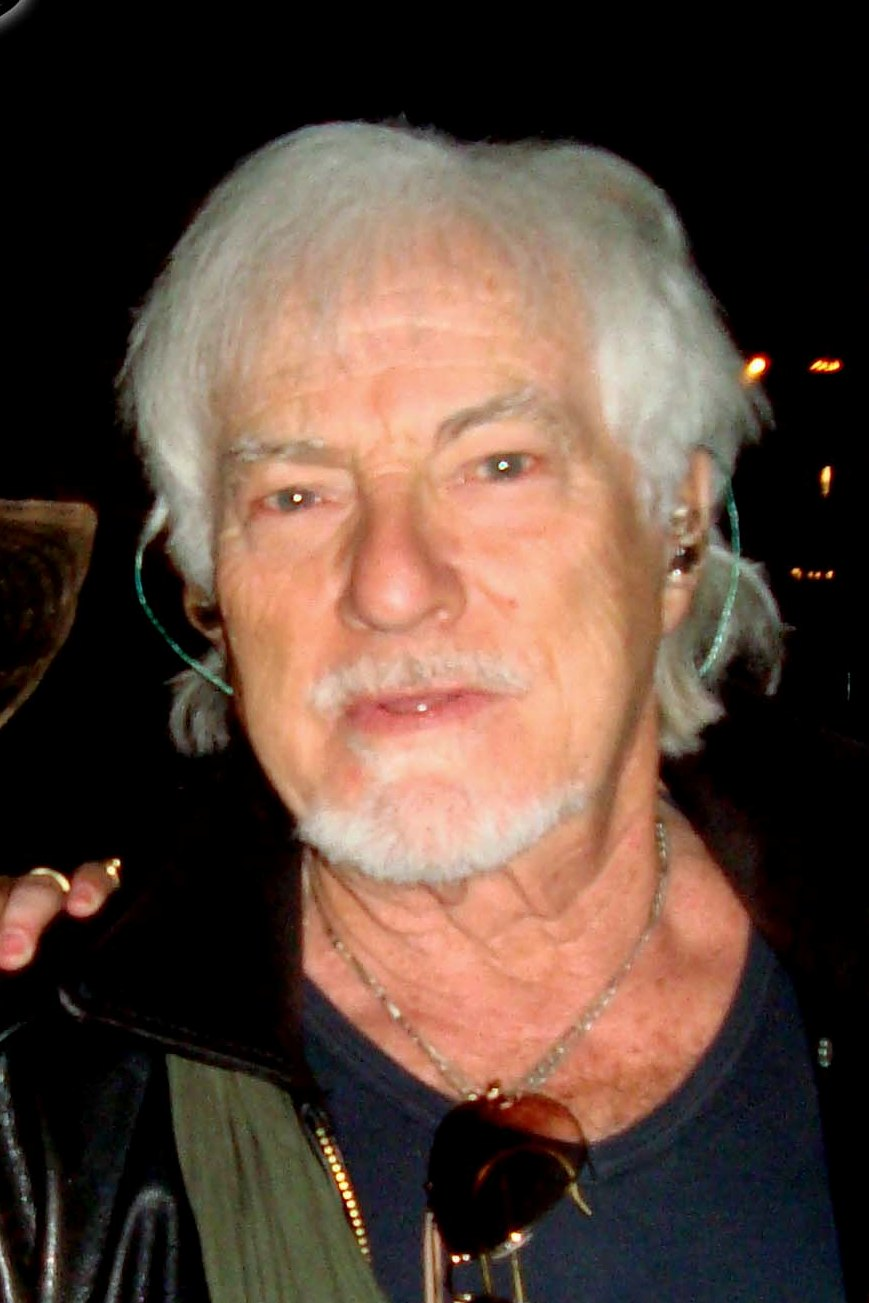
Hugues Aufray né en 1929 ici en 2012

- 1920 : Shelley Winters, actrice américaine († 14 janvier 2006).
- 1922 : 
  - Alain Robbe-Grillet, écrivain et cinéaste français académicien († 18 février 2008).
  - Mary Freeman-Grenville, une pair et femme politique britannique († 30 septembre 2012).
- 1925 : 
  - Brian Aldiss, écrivain de science-fiction britannique († 19 août 2017).
  - Pierre Grondin, chirurgien québécois, pionnier de la transplantation cardiaque au Canada († 17 janvier 2006).
- 1927 : Rosalynn Carter, première dame des États-Unis du 20 janvier 1977 au 20 janvier 1981 et militante des droits de l’Homme († 19 novembre 2023).
- 1929 :
  - Hugues Aufray (Hugues Auffray dit), chanteur français.
  - Jean-Paul Bataille, homme politique français († 16 octobre 1999).
  - Jimmy Davies, pilote automobile américain († 11 juin 1966).
  - Tetsutarō Murano (村野 鉄太郎), réalisateur japonais († 8 juillet 2020).
- 1931 : 
  - Yvonne Baby, journaliste, critique et romancière française lauréate d'un prix Interallié († 3 août 2022).
  - Grant Williams, acteur américain († 25 juillet 1985).
- 1932 :
  - Bill Bennett, homme politique canadien, Premier ministre de Colombie-Britannique de 1975 à 1986 († 3 décembre 2015).
  - Luc Montagnier, virologue français, prix Nobel de médecine en 2008 († 8 février 2022).
- 1933 :
  - Francine Christophe, femme de lettres et poétesse française déportée à Bergen-Belsen et conférencière auprès de jeunes.
  - Just Fontaine, footballeur français († 28 février 2023).
  - Roman Polanski, homme de théâtre et de cinéma franco-polonais.
- 1934 : 
  - Roberto Clemente, joueur de baseball portoricain († 31 décembre 1972).
  - Rafer Johnson, athlète américain, champion olympique du décathlon († 2 décembre 2020).
- 1935 : Ángel Sergio Guerrero Mier, homme politique mexicain († 10 janvier 2021).
- 1936 : Robert Redford, acteur américain.
- 1939 : Johnny Preston (en) (John Preston Courville dit), chanteur américain († 4 mars 2011).
- 1942 : Sabine Sinjen, actrice allemande († 18 mai 1995).
- 1943 : Gil Courtemanche, journaliste, animateur, écrivain et chroniqueur québécois († 19 août 2011).
- 1944 : Robert Fowler (en), diplomate canadien.
- 1945 : Gérard Voisin, homme politique français.
- 1948 : « El Inglés » (Frank Evans Kelly dit), matador britannique.
- 1950 : Dennis Elliott (en), batteur du groupe Foreigner puis sculpteur américain d’origine anglaise.

- 1952 :

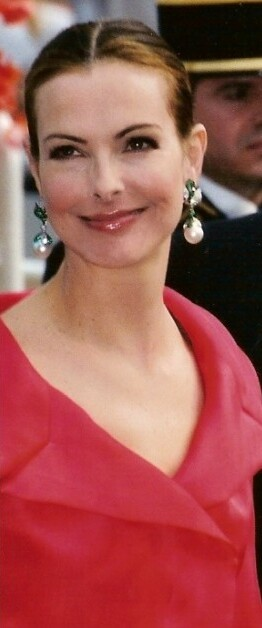
Carole Bouquet née en 1957 ici en 2001

  - Kastriot Islami, homme politique albanais, plusieurs fois ministre et président par intérim en 1992, durant trois jours.
  - Patrick Swayze, acteur américain († 14 septembre 2009).
- 1953 : 
  - Marvin Isley (en), bassiste américain du groupe The Isley Brothers († 6 juin 2010).
  - Ma Jian, écrivain, photographe et peintre chinois.
- 1954 : Umberto Guidoni, spationaute et homme politique italien.
- 1955 : Gerard Nijboer, marathonien néerlandais.
- 1957 :
  - Carole Bouquet, actrice française.
  - Denis Leary, acteur, humoriste et producteur américain.
- 1958 :
  - Didier Auriol, pilote de rallye français.
  - Madeleine Stowe, actrice américaine.
  - Sergueï Trechtchiov (Сергей Евгеньевич Трещёв), cosmonaute russe.
- 1961 : Daniela Lumbroso, animatrice de télévision française.
- 1962 :
  - Felipe Calderón, homme politique mexicain, président du Mexique de 2006 à 2012.
  - Geoff Courtnall, joueur de hockey sur glace professionnel canadien.
  - Adam Storke, acteur américain.
- 1963 : Alexandre Pesle, acteur français.
- 1964 : 
  - Catherine Bernstein, réalisatrice française.
  - Mikko Kolehmainen, kayakiste finlandais, champion olympique.
- 1966 : 
  - Gustavo Charif, artiste argentin.
  - Vladimer Gogoladze, gymnaste géorgien, champion olympique.
- 1969 :
  - Masta Killa (Eglin Turner dit), musicien américain.
  - Edward Norton, acteur américain.
  - Christian Slater, acteur américain.
- 1971 : Aphex Twin (Richard David James dit), disc-jockey britannique.
- 1975 : 
  - Anne Barzin, femme politique belge.
  - Kaitlin Olson, actrice américaine.
- 1976 : 
  - Tom Malchow, nageur américain, champion olympique.
  - Bryan Volpenhein, rameur d'aviron américain, champion olympique.
- 1977 :
  - Régine Chassagne, musicienne et chanteuse québécoise du groupe Arcade Fire.
  - Hugolin Chevrette-Landesque, acteur québécois.
  - Mizuo Peck, actrice américaine.
- 1978 : Jonathan Guilmette, patineur de vitesse sur piste courte québécois.
- 1981 : Guillaume Champoux, comédien québécois.
- 1983 : Mika (Michael Holbrook Penniman Jr. dit), chanteur américano-libanais.
- 1984 : Pierric Poupet, basketteur français.
- 1988 : 
  - Michael Boxall, footballeur néo-zélandais.
  - Mauro Caviezel, skieur alpin suisse.
  - G-Dragon (Kwon Ji-Yong / 권지용 dit), musicien sud-coréen.
  - Kristen Kit, rameuse canadienne.
  - Yevhen Khytrov, boxeur ukrainien.
  - Are Strandli, rameur norvégien.
- 1991 : Chrislain Cairo, basketteur français.
- 1992 : Frances Bean Cobain, artiste visuelle et fille de Kurt Cobain
- 1993 : Maia Mitchell, actrice américaine, chanteuse, compositrice et guitariste.
- 1994 : Morgan Sanson, footballeur français.
- 1998 : Danté El Hadj Moustapha, footballeur ivoirien.
- 2000 :
  - Matteo Di Giusto, footballeur suisse.
  - Ida Marie Hagen, skieuse de combiné nordique norvégienne.
  - Cameron Mason, coureur cycliste britannique.
  - Naomi Seibt, youtubeuse et influenceuse allemande.
  - Alen Smailagić, basketteur serbe.
  - Yentl Van Genechten, footballeur belge.

### XXIesiècle
- 2001 : Alexander Steen Olsen,  skieur alpin norvégien.
- 2002 : 
  - Janis Antiste, footballeur français.
  - Amar Dedić, footballeur bosnien.
  - Jorge Eduardo García, acteur mexicain.
  - Bart Verbruggen, footballeur néerlandais.
- 2003 : 
  - Petar Ratkov, footballeur serbe.
  - Youri Regeer, footballeur néerlandais.
- 2004 : Antoni Kozubal, footballeur polonais.
- 2005 : Matheus Gonçalves, footballeur brésilien.
- 2006 : Summer McIntosh, nageuse canadienne, championne olympique.
- 2008 : Gordeï Kolessov, joueur d'échecs et un enfant prodige russe.

## Décès

### IXesiècle
- 849 : Walafrid Strabon, religieux franc (° v. 808).

### XIesiècle
- 1095 : Oluf Ier, roi de Danemark, de 1086 à 1095 (° v. 1050).

### XIIIesiècle
- 1227 : Gengis Khan (ᠴᠢᠩᠭᠢᠰ ᠬᠠᠭᠠᠨ / Temüdjin / ᠲᠡᠮᠦᠵᠢᠨ dit), conquérant et empereur mongol de 1206 à 1227 (° v. 1162).
- 1276 : Adrien V (Ottobono de Fieschi),186e pape de l’Église catholique, pendant 39 jours du 11 juillet au 18 août 1276 (° v. 1205).

### XVIesiècle
- 1503 : Alexandre VI (Roderic Llançol i de Borja dit Borgia), 214e pape, de 1492 à 1503 (° 1er janvier 1431).
- 1504 : Clément de La Rovère, prélat italien (° 1462).
- 1541 : Henri IV de Saxe, duc de Saxe (° 16 mars 1473).
- 1559 : Paul IV (Gian Pietro Carafa dit), 223e pape, de 1555 à 1559 (° 28 juin 1476).
- 1563 : Étienne de La Boétie, écrivain français et ami de Montaigne (° 1er novembre 1530).

### XVIIesiècle
- 1634 : Urbain Grandier, prêtre français, brûlé vif à Loudun (° vers 1590).
- 1638 : Giovanni Andrea Ansaldo, peintre italien (° 1584).

### XVIIIesiècle
- 1765 : François Ier, empereur germanique, de 1745 à 1765, duc de Lorraine et de Bar, de 1729 à 1737, et grand-duc de Toscane, de 1737 à 1765 (° 8 décembre 1708).

### XIXesiècle
- 1823 : André-Jacques Garnerin, aérostier français (° 30 janvier 1769).
- 1828 : Claude Francois Benoît Richond, homme politique français (° 28 décembre 1762).
- 1838 : Jean-François Romieu, doyen de faculté à Toulouse, professeur de mathématiques « transcendantes », académicien ès sciences, inscriptions et belles lettres à Toulouse (° 2 septembre 1767).
- 1850 : Honoré de Balzac, écrivain français (° 20 mai 1799).
- 1886 :
  - Adolphe Amouroux, notaire et homme politique français (° 12 avril 1836).
  - Edgar Bauer, philosophe allemand (° 7 octobre 1820).
  - Peter Burnitz, peintre allemand (° 14 janvier 1824).
  - Paul Dupont des Loges, prélat catholique et homme politique d'origine française (° 11 novembre 1804).
  - Philippe Fournier, homme politique suisse (° 4 juillet 1818).
- 1900 : Ruth Norman, chef religieux américain († 12 juillet 1993).

### XXesiècle
- 1905 : Albert Edelfelt, peintre finlandais (° 21 juillet 1854).
- 1916 : Marcel Brindejonc des Moulinais, aviateur français (° 8 février 1892).
- 1919 : Joseph Emm Seagram (en), distillateur, homme politique et philanthrope canadien (° 15 avril 1841).
- 1925 : Gaston Cyprès, footballeur français (° 19 novembre 1884).
- 1940 : Walter Chrysler, industriel américain, fondateur de la société Chrysler (° 2 avril 1875).
- 1945 : Subhas Chandra Bose, dirigeant nationaliste indien (° 23 juin 1897).
- 1950 : Kurt Von Jesser militaire allemand (° 4 novembre 1890).
- 1956 : Louis Madelin, historien français académicien (° 8 mai 1871).
- 1959 : Johan Ankerstjerne, directeur de la photographie danois (° 17 janvier 1886).
- 1960 : Carlo Emilio Bonferroni, mathématicien italien (° 28 janvier 1892).
- 1978 : Kammermor (Camille Le Mercier d'Erm dit), poète, éditeur, historien et nationaliste breton (° 12 novembre 1888).
- 1989 : Luis Carlos Galán, journaliste et homme politique colombien, ministre de l’Éducation nationale de 1970 à 1972 (° 29 septembre 1943).
- 1992 : 
  - Christopher McCandless, aventurier américain (° 12 février 1968).
  - John Sturges, réalisateur et producteur américain (° 3 janvier 1910).
- 1998 : Otto Wichterle, chimiste tchèque (° 27 octobre 1913).

### XXIesiècle
- 2001 : Jack Elliott (en), compositeur de musiques de film américain (° 6 août 1927).
- 2002 : 
  - Lionel Cassan, présentateur et animateur français de programmes télévisés (° 17 juin 1956).
  - Dean Riesner, scénariste américain (° 3 novembre 1918).
- 2003 : Tony Jackson (en), bassiste britannique du groupe The Searchers (° 16 août 1938).
- 2004 : Elmer Bernstein, compositeur américain (° 4 avril 1922).
- 2006 : 
  - George Astaphan (en), médecin caribéen (° 22 mai 1946).
  - Fernand Gignac, chanteur et comédien canadien (° 19 mai 1932).
- 2008 : Henry Djanik, comédien de doublage français (° 21 mars 1926).
- 2009 : 
  - Kim Dae-jung, ancien président de la Corée du Sud de 1998 à 2003 (° 3 décembre 1925).
  - Pervis Jackson (en), chanteur américain du groupe The Spinners (° 17 mai 1938).
- 2011 : 
  - Simon De Jong, peintre et homme politique canadien (° 29 avril 1942).
  - Jean Tabary, dessinateur français (° 5 mars 1930).
- 2012 : 
  - George Bowers, monteur et réalisateur américain (° 20 avril 1944).
  - Scott McKenzie, chanteur américain (° 10 janvier 1939).
  - Jesse Robredo, homme politique philippin (° 27 mai 1958).
- 2013 :
  - Christopher Barton, rameur d'aviron britannique (° 21 novembre 1927).
  - Florin Cioabă, roi des Roms de Roumanie (° 17 novembre 1954).
  - Dezső Gyarmati, poloïste hongrois (° 23 octobre 1927).
  - Jean Kahn, avocat et militant pour les droits de l'Homme français (° 17 mai 1929).
  - Rolv Wesenlund, comédien norvégien (° 17 septembre 1936).
- 2014 :
  - James Jeffords, homme politique américain (° 11 mai 1934).
  - Levente Lengyel, joueur d'échecs hongrois (° 13 juin 1933).
  - Jean Nicolay, footballeur belge (° 27 décembre 1937).
  - Don Pardo, acteur et animateur de télévision américain (° 22 février 1918).
- 2016 : 
  - August Bohny, enseignant suisse, Juste parmi les nations (° 9 juillet 1919).
  - Jérôme Monod, haut fonctionnaire, industriel et homme politique français, ancien P.-D.G. de la Lyonnaise des eaux (° 7 septembre 1930).
- 2018 : Kofi Annan, diplomate, homme politique ghanéen, et secrétaire général des Nations-unies (° 8 avril 1938).

- 2020 :

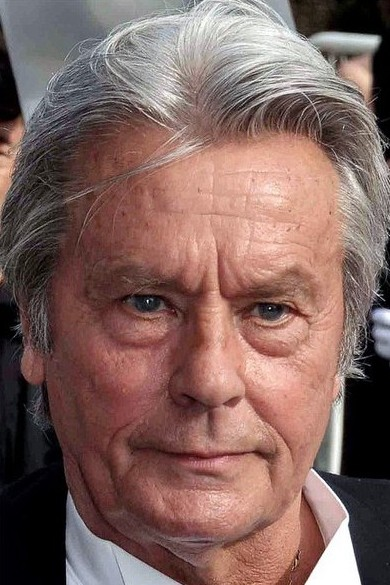
Alain Delon lors de la 63e édition du Festival de Cannes (2010).

  - Ben Cross, acteur britannique (° 16 décembre 1947).
  - Sayeeda Khanam, photographe bangladaise (° 29 décembre 1937).
- 2021 : 
  - Joseph L. Galloway, correspondant de presse américain (° 13 novembre 1941).
  - Austin Mitchell, homme politique britannique (° 19 septembre 1934).
  - Didier Notheaux, footballeur français (° 4 février 1948).
  - Evgueny Svechnikov, joueur d'échecs letton (° 11 février 1950).
- 2022 : Sombat Metanee, acteur et chanteur thaïlandais (° 26 janvier 1937).
- 2024 : 
  - Dominique Laplane, neurologue français (° 11 août 1928).
  - Ronny Borchers, footballeur allemand (° 10 août 1957).
  - Diletta D'Andrea, actrice italienne (° 8 février 1942).
  - Alain Delon, acteur et réalisateur français (° 8 novembre 1935).

## Célébrations

### Nationale
- Australie (Océanie Pacifique) : fête de Long Tan en mémoire de la bataille de Long Tần durant la guerre du Viêt Nam.

### Religieuse
- Christianisme : Notre-Dame de Liesse (voir Lætitia in Prénoms à fêter ou souhaiter infra).

### Saints des Églises chrétiennes

#### Saints des Églises catholiques et orthodoxes
Référencés ci-après in fine, :
- Agapit de Palestrina (en) († IIIe siècle), martyr près de Rome.
- Daig MacCairill († v. 560), évêque irlandais.
- Eone († 504) évêque d'Arles.
- Firmin (IVe siècle), évêque de Metz.
- Flore et Laure (IIe siècle), martyrs.
- Georges Ier, patriarche de Constantinople de 679 à 686.
- Jean V, patriarche de Constantinople de 669 à 675.
- Jean de Rila († 946), higoumène (abbé) en Bulgarie.
- Léon (IVe siècle), Martyr en Lycie.
- Macaire de Pélécète († 850), higoumène de Pélécète.
- martyrs de 'Masse Blanche' († v. 260), martyrs en Afrique
- Hélène († 329), mère de l’empereur romain Constantin Ier, fêté le 18 août par les catholiques et fêtée le 21 mai dans l'Église orthodoxe.

#### Saints et bienheureux des Églises catholiques
référencés ci-après :
- 5 martyrs de la guerre d'Espagne († 1936), bienheureux : François Arias Martin, novice à Val de Moro ; Jacques Falgarona Vilanova et Athanase Vidaurreta Labra, missionnaires, à Barbastro ; Martin Martinez Pascual, de la Fraternité des prêtres ouvriers diocésains, près d’Alacanes ; Vincent-Marie Izquierdo Alcon, prêtre à Rafelbunyol.
- Albert Hurtado († 1952), jésuite chilien.
- Antoine Banassat († 1794), prêtre martyr à Rochefort.
- Léonard de la Cave († 1255), abbé.
- Mannès de Guzmán († v. 1225), bienheureux, Frère de saint Dominique.
- Paule de Montaldo († 1514) abbesse clarisse en Italie.
- Renaud de Concoregio († v. 1321), bienheureux, évêque de Ravenne.

#### Saints orthodoxes
aux dates parfois "juliennes" / orientales :
- Arsène de Paros († 1877), higoumène dans un monastère de l'Attique.

### Prénoms du jour
Bonne fête aux Hélène,
- ses variantes voire composés : Aélia, Aileen, Aléna, Aleanor, Alene, Eileen, Élaine, Eléana, Eléane, Eleanor, Élen, Elena, Élène, Élicia, Élina, Éline, Élinor, Ella, Elladine, Elle, Ellee, Ellen, Ellenita, Ellia, Ellie, Ellin, Ellina, Elliner, Elna, Elne, Elyna, Elyne, Ellyn, Galina, Halina, Hayley, Helen, Héléna, Hélénos, Helenum, Héliane, Héliéna, Helia, Héliane, Hélicia, Héliciane, Hélicie, Hella, Hellen, Héllene, Hélline, Ielena, Iéléna, Iléa, Ileana, Iléana, Ilene, Iliana, Iliona, Ilioné, Ilona, Jelena, Lana, Leanora, Lena, Léna, Lenaic, Lénaic, Lenaïc, Lénaïc, Lenaig, Lenaïg, Lénaig, Lénaïg, Lennie, Leno, Leonora, Leora, Lienor, Marie-Hélène, Marilène, Marlaine, Marlène, Marylène, Merlène, Miléna, Milène, Mylène, Neïs, Nelia, Nelie, Nelita, Nelio, Nell, Nella, Nellie, Nelly, Sandylène, Yelena, Yéléna, Yléana, Yllana, etc.
- Et aussi aux Lætitia, en référence à Notre-Dame de Liesse, et ses variantes et diminutifs : Læti, Læticia, Latashia, Latia, Latisha, Leda, Lesia, Leta, Letice, Leticia, Letitia, Letizia, Létizia, Letta, Lettice, Lettie, Liès, Lièse, Lièselotte, Liess, Liesse, Liselotte, Loëtitia, Marie-Lætitia, Tish, Tisha, etc.

## Traditions et superstitions

### Dictons
- « À la sainte-Hélène la noix est pleine, et le cerneau se met dans l’eau. »[7]
- « Vigneron qui prie Sainte Hélène ne perd pas sa peine. »[8]

### Astrologie
Signe du zodiaque : vingt-septième jour du signe du lion.

## Toponymie
Plusieurs voies, places, sites ou édifices de pays ou provinces francophones contiennent la date du jour dans leur nom sous des graphies françaises variables : voir Dix-Huit-Août .